# Mónica Cano
Mónica Gutiérrez Cano, conocida artísticamente como Mónica Cano, es una actriz y dramaturga española nacida en Córdoba.

## Biografía
Licenciada en Arte Dramático, su formación la completó junto a José Carlos Plaza y Mariano Barroso. Actriz de trayectoria fundamentalmente teatral, cuenta sin embargo también con colaboraciones en cine y televisión.
Sobre los escenarios, pueden mencionarse sus apariciones en montajes como Ojo por ojo, cuerno por cuerno (1975), de Georges Feydeau, Barba Azul y sus mujeres (1980), Solo me desnudo delante del gato (1981), Tratamiento de choque (1986), Dígaselo con Valium (1993), todas ellas de Juan José Alonso Millán. Interpretó en estreno mundial a la “Bella Beatriz” de La Divina Comedia de Dante Alighieri, junto a Carlos Ballesteros y Ricardo Merino con dirección de Manuel Criado del Val; Samarkanda (1985), de Antonio Gala; Comedias bárbaras (1991), de Valle-Inclán; Marat-Sade de Peter Weiss, con dirección de Miguel Narros; La fiaca (1994), de Ricardo Talesnik; Entre bobos anda el juego de Francisco de Rojas Zorrilla, con dirección de Gerardo Malla; Cómo aprendí a conducir de Paula Vogel, con dirección de Esteve Ferrer. Sé infiel y no mires con quién (1998), de Chapman y Cooney; Historia de una escalera (2003) de Buero Vallejo y La casa de Bernarda Alba (2005), de García Lorca.
En cine, sus últimos trabajos han sido Besos para todos de Jaime Chávarri; Cuarteto de La Habana, Eso, Los años bárbaros de Fernando Colomo, Cascabel de Daniel Cebrián, El arte de morir de Álvaro Fernández Armero, XXL de Julio Sánchez, Tres en el paraíso, de Manuel Estudillo, A golpes de Juan Vicente Córdoba, y La vida en rojo de Andrés Linares. En televisión tuvo papeles destacados en las series Querido maestro (1997-1998) y Manos a la obra (2000-2001), dando vida a Loren, la novia de Manolo (Ángel de Andrés López).
Como dramaturga, ha estrenado las obras Ascitis en una tarde de otoño gris (1988), Qué felices son los perros en la playa (2006), Historia de la Nati (2011), Vitriolo (2012) y La señorita que se murió de risa (2014) Dª Adela Gutiérrez (2020).

## Premios
- 1992-93 Asociación independiente de teatro de Alicante a la mejor actriz por Greek de Steven Berkoff y Dígaselo con Valium de José Luis Alonso de Santos.
- 1999 Premio Ágora de Almagro por Entre bobos anda el juego de Rojas Zorrilla. Finalista del premio de la Unión de Actores por Los años bárbaros de Fernando Colomo.
- 2008 Premio de la Unión de Actores por La casa de Bernarda Alba de Federico García Lorca.